# Álvaro Peres de Gusmão
Álvaro Peres de Gusmão foi um nobre medieval do Reino de Castela e Alcaide-mor de Sevilha.

## Relações familiares
Foi filho de Pedro Nunes de Gusmão  (?– depois de 1268), senhor de Derruña e San Román e de D. Teresa Rodrigues Brizuela. Casou com Maria Girão, filha de Gonçalo Rodrigues Girão, que foi o 17.º Mestre da Ordem de Santiago e de Berengária Martines, de quem teve:
1. Pedro Nunes de Gusmão casado com Juana Ponce de Leão, filha de Fernando Perez Ponce de Leão e de Urraca Gutiérrez de Meneses;
2. Álvaro Peres de Gusmão casado com Urraca Ponce de Leão.